# 双葉町立双葉南小学校
双葉町立双葉南小学校（ふたばちょうりつふたばみなみしょうがっこう）は、福島県双葉郡双葉町にある町立小学校。2011年発生の東日本大震災および福島第一原発事故により、いわき市にて授業を行っている。

## 沿革

### 略歴
1873年設立の日新小学校、前田小学校および1879年設立の郡山小学校の3校が、双葉町立双葉南小学校の始まりである。1886年、3校は統合し新山小学校となり、1905年、新山尋常小学校として分離した。1947年、新山町立新山小学校、1956年、双葉町立双葉南小学校に改称した。2011年の東日本大震災および福島第一原発事故により休校となったが、2014年、避難先のいわき市にて授業を再開した。

### 年表
- 1873年6月 - 日新小学校設立。前田小学校設立
- 1874年7月 - 日新小学校が長塚小学校に改称
- 1879年6月 - 郡山小学校が長塚小学校より分離設立
- 1886年
  - 5月31日 - 前田小学校・長塚小学校・郡山小学校が統合し、新山村大本町30番地に新山小学校設立
  - 12月 - 新山高等小学校に改称
- 1887年4月1日 - 新山高等尋常小学校に改称
- 1889年4月1日 - 町村制施行により新山村、長塚村誕生。新山村長塚村組合立新山高等小学校に改称
- 1891年4月1日 - 新山村長塚村組合立新山尋常高等小学校に改称
- 1905年
  - 3月31日 - 新山村と長塚村の組合解消
  - 4月1日 - 新山村長塚村組合立新山尋常高等小学校の尋常科を廃止し、新山村長塚村組合立新山高等小学校となる。当校敷地内に新山尋常小学校および長塚尋常小学校（現 双葉町立双葉北小学校）設立
  - 4月6日 - 石熊分校を設置
- 1913年4月1日 - 新山尋常小学校が新山町[注釈 1]東館1番地に移転
- 1923年
  - 3月31日- 新山村長塚村組合立新山高等小学校廃校
  - 4月1日- 新山尋常小学校に高等科設置。新山尋常高等小学校に改称
- 1925年5月10日 - 奉安庫竣工。御神影奉還
- 1941年4月1日 - 国民学校令により新山国民学校に改称
- 1947年4月1日 - 学校教育法施行により、新山町立新山小学校に改称
- 1951年4月1日 - 標葉町設立により、標葉町立新山小学校に改称
- 1956年4月1日 - 双葉町への改称により双葉町立双葉南小学校に改称
- 1959年7月25日 - 県PTA大会団体表彰
- 1960年 - 校章制定
- 1963年 - 石熊分校廃校
- 1966年 - 新校舎起工式
- 1967年11月 - 新校舎敷地造成工事にて清戸迫横穴古墳壁画が発見される
- 1969年3月17日 - 新校舎落成式。新校舎に移転する（双葉町大字新山清戸迫1番地）
- 1972年
  - 4月 - 幼稚園併設
  - 7月 - 花壇コンクール知事賞受賞
- 1981年11月12日 - 花いっぱいコンクール県知事賞
- 1987年3月 - 復元古墳設置
- 2011年3月11日 - 東日本大震災および福島第一原発事故により休校
- 2014年4月7日 - いわき市にて授業を再開する[4]

## 学校行事
| - 4月 始業式・入学式 - 5月 - 6月 | - 7月 終業式 - 8月 始業式 - 9月 | - 10月 - 11月 - 12月 終業式 | - 1月 始業式 - 2月 - 3月 終業式・卒業式 |

## 通学区域
- 双葉町
  - 石熊行政区、山田行政区、三字行政区、新山行政区、細谷行政区、下条行政区、郡山行政区[5]

## 進学先中学校
- 双葉町立双葉中学校

## 交通
- JR東日本常磐線植田駅より2km

## 所在地
- 双葉町大字新山字清戸迫1番地1[2]
- 福島県いわき市錦町御宝殿56番地[3]